# Cochlidiosperma hederifolium
Cochlidiosperma hederifolium là một loài thực vật có hoa trong họ Mã đề. Loài này được (L.) Opiz mô tả khoa học đầu tiên năm 1839.